# Didam-arrest
Het Didam-arrest is een arrest van 26 november 2021 van de Nederlandse Hoge Raad over zorgvuldigheidseisen rond de verkoop van onroerende zaken in Didam door de gemeente Montferland. In ruimere zin ziet het arrest op de privaatrechtelijke uitgifte van onroerende zaken door overheidslichamen en bestuursorganen, waaronder de Nederlandse gemeenten; voor hen is het belang het grootst, omdat zij veruit de meeste uitgiften doen. 
De gevolgen zijn groot: er zijn vele procedures gevoerd bij rechtbanken en het arrest heeft geleid tot een nationale bezinning op de selectieprocedures die Nederlandse gemeenten en andere overheidslichamen hanteren bij vervreemding van onroerende zaken; naast verkoop geldt de uitspraak onder andere voor erfpachtuitgifte, verhuur en kavelruil en gebruiksrechten. Het arrest stelt dat overheden bij privaatrechtelijke transacties ook de regels van het publiekrecht moeten volgen, waaronder het gelijkheidsbeginsel. Zo is onderhandse verkoop niet toegestaan als er meerdere geschikte partijen in de markt zijn. In alle gevallen moeten criteria en overwegingen tevoren openbaar gemaakt worden. De uitspraak heeft geldigheid met terugwerkende kracht, zodat transacties uit het verleden voor de rechter gebracht kunnen worden.

## Casus

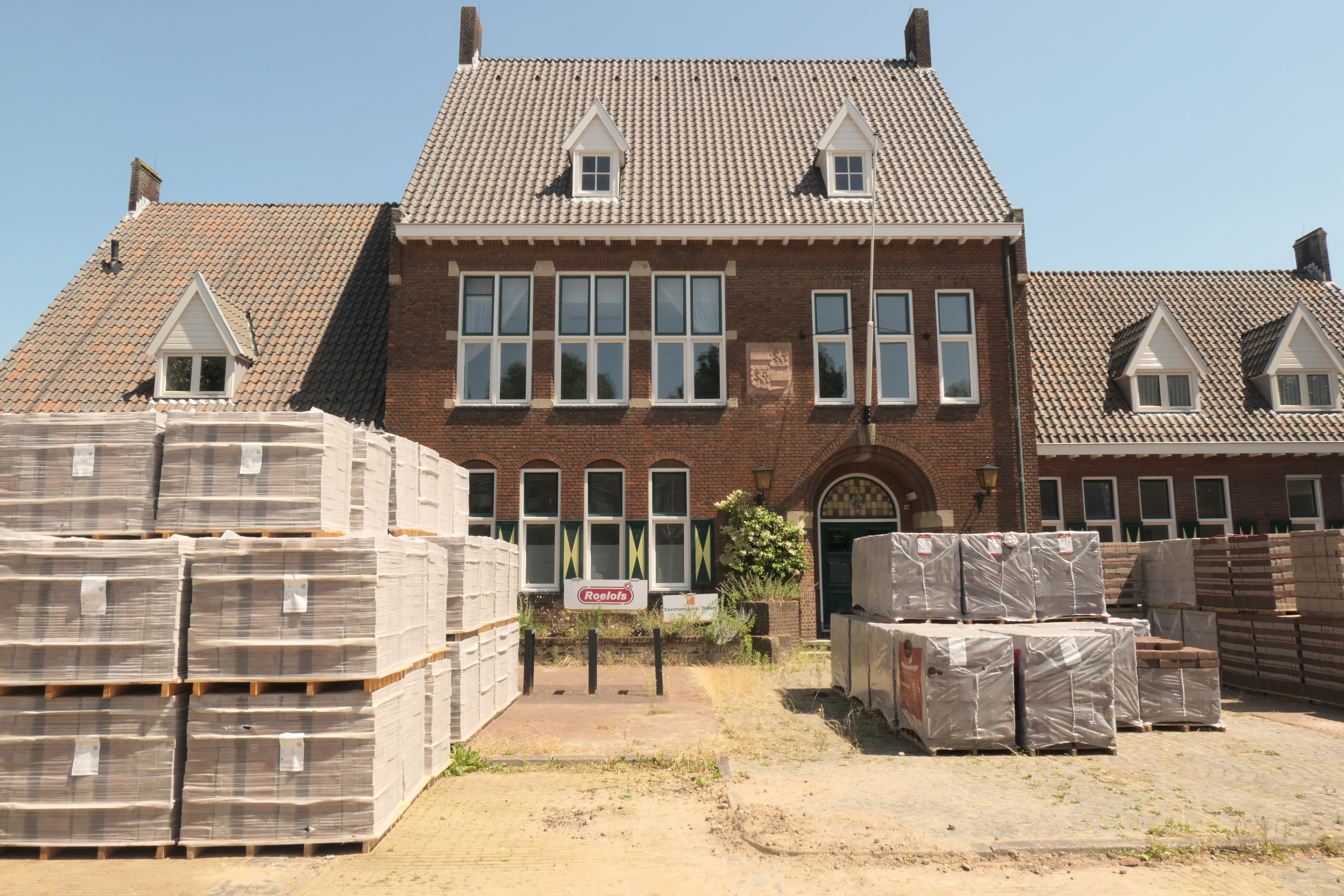
Het voormalige gemeentehuis van Didam in juli 2023. Om dit pand en het omliggende gebied draaide het geschil.

In Didam werd een gebied herontwikkeld dat eigendom was van de gemeente Montferland, waarbij in en rond het voormalige gemeentehuis supermarkten gevestigd zouden worden. De onderneming Didam Have had vanaf 2016 meerdere keren koopinteresse getoond om een van zijn Albert Heijns naar dit pand te verplaatsen, maar ontdekte in 2018 dat de gemeente vergevorderde onderhandelingen voerde met vastgoedontwikkelaar Groenstaete.
Om de onderhandse verkoop te voorkomen begon Didam Have een kort gedingprocedure bij het Gerechtshof 's-Hertogenbosch. Intussen verkocht de gemeente de locatie echter, zodat een bodemprocedure aangespannen werd bij het Gerechtshof Arnhem-Leeuwarden. De uitspraak volgde in november 2019, het Didam-arrest twee jaar later. Het kort geding is niet doorgezet.
Een direct gevolg voor de casus was, dat de onderhandse verkoop uit 2019 vernietigd werd in 2023. De gemeente heeft onrechtmatig gehandeld en moet schadevergoeding betalen aan Didam Have.

## Gevolgen
Zoals het gerechtshof al opmerkte, lag het bedrag in de Didam-zaak beneden de Europese drempelwaarde die openbare aanbestedingen verplicht stelt, maar gemeenten moeten ook bij privaatrechtelijk handelen de geschreven en ongeschreven regels van het publiekrecht volgen, zoals de algemene beginselen van behoorlijk bestuur. De Hoge Raad noemt in het bijzonder het gelijkheidsbeginsel. In rechtspraak naar aanleiding van het arrest wordt aansluiting gezocht bij de Aanbestedingswet, die vastlegt wanneer onderhandse aanbesteding toegestaan is.
De uitspraak geldt in elk geval voor de volgende transacties:
- Verkoop
- Verhuur
- Verpachting
- Ruil
- Bruikleen
- Vestiging van een recht van erfpacht
- Vestiging van een recht van opstal
- Andere privaatrechtelijke overeenkomsten rond onroerende zaken en rechten zoals het vestigen van gedoogplichten.

Wanneer er meerdere marktpartijen geïnteresseerd zijn, moet de gemeente een transparante en openbare selectieprocedure organiseren met objectieve en toetsbare criteria. Ook moet elke marktpartij duidelijkheid krijgen over de onroerende zaak, de selectieprocedure en het tijdschema. Een openbare selectieprocedure is niet nodig als er redelijkerwijs maar een gegadigde in aanmerking komt, maar het overheidslichaam moet zijn overwegingen dan ruim voor de transactie openbaar maken, zodat derden bezwaar kunnen maken.
De uitspraak heeft grote gevolgen voor de gang van zaken rond projectontwikkeling en leidde tot wijdverbreide onzekerheid. Aanvankelijk oordeelden rechtbanken verschillend over de vraag of het nieuw recht betrof of niet. Later werd duidelijk dat het arrest als uitwerking van bestaand recht geldt, zodat de uitspraak terugwerkende kracht heeft en bestaande overeenkomsten eventueel nietig kan maken, wat tot rechtsonzekerheid leidt. 
Medio 2024 is de reikwijdte van het arrest onzeker, zo is het nog onduidelijk of een overheidslichaam gemotiveerd mag afwijken van de Didam-regel, zoals de gemeente Montferland stelde in de bodemprocedure. Volgens het Hof Arnhem-Leeuwarden is afwijken van de Didam-regels niet toegestaan. De advocaat-generaal meent dat dit wel mogelijk moet zijn. Ook stelt hij dat afwijking van de Didam-regels niet zou moeten leiden tot nietigheid van de gesloten overeenkomst, maar tot schadevergoeding aan de benadeelde partijen. De Hoge Raad wil zich daarover op 25 oktober 2024 uitspreken; op voorhand wordt dit in juridische kringen al aangeduid als het Didam II-arrest, ter onderscheiding van Didam I. 
Ook is het onduidelijk of openbaar aanbieden nodig is bij afloop van een huurovereenkomst, vooral als daarin bepalingen voor verlenging opgenomen zijn.

### Jurisprudentie
De site Bouwstenen voor Sociaal publiceerde een lijst van 67 belangrijke vonnissen van 2022 tot maart 2024 die teruggrepen op het Didam-arrest.

### Praktijkvragen
Gemeenten moesten naar aanleiding van het arrest hun procedures aanpassen en hun beleid heroverwegen. Praktijkvragen van gemeenten hadden als hoofdonderwerpen:
- De juiste opzet van een openbare selectieprocedure.
- Een-op-een samenwerking met een marktpartij, vooral de aard en juiste publicatiewijze van de motivering.
- Beroepsmogelijkheden voor derden tegen het voornemen.

Enkele voorbeelden van praktijkkwesties:
- Gemeenteraden hebben geen beleidsruimte om af te wijken van het arrest. De rechter kan eerdere politieke besluiten ongedaan maken.
- Selectiecriteria kunnen vastgelegd worden in beleid en hoeven niet steeds opnieuw gepubliceerd te worden.
- Het arrest geldt ook voor transacties tussen openbare lichamen en bestuursorganen onderling.

Meerdere organisaties hebben stappenplannen gepubliceerd.

## Didamals metonymie
Het vonnis was zo geruchtmakend dat Didam een metonymie werd voor het arrest, bijvoorbeeld: Didam is niet het doodvonnis voor het marktinitiatief. De term is ook productief: er zijn allerlei samenstellingen ontstaan, zoals Didam-regels, Didam-zaak, Didam-clausule, Didam-watcher en Didam-procedure.